# Hirschau (Tübingen)
Hirschau is een plaats in de Duitse gemeente Tübingen, deelstaat Baden-Württemberg, en telt 3308 inwoners (2007).